# Гацольдо-дельї-Іпполіті
Гацольдо-дельї-Іпполіті, Ґацольдо-дельї-Іпполіті (італ. Gazoldo degli Ippoliti) — муніципалітет в Італії, у регіоні Ломбардія, провінція Мантуя.
Гацольдо-дельї-Іпполіті розташоване на відстані близько 400 км на північний захід від Рима, 115 км на схід від Мілана, 18 км на захід від Мантуї.
Населення — 3003 особи (2014).

## Демографія
Населення за роками:

Станом на 1 січня 2023 року в муніципалітеті офіційно проживало 600 іноземців з 26 країн, серед них 59 громадян країн Євросоюзу та 27 громадян України.

## Сусідні муніципалітети
- Кастеллуккьо
- Черезара
- Маркарія
- П'юбега
- Редондеско
- Родіго